# Крагујевачки партизански одред
Крагујевачки народноослободилачки партизански (НОП) одред је формиран 20. јула 1941. године, у селу Грошници.
Командант Одреда је био Радисав Раја Недељковић, народни херој. Први политички комесар Одреда је био Светозар Драговић Тоза, народни херој, кога је касније на тој функцији заменио Владимир Дедијер.
Одред се брзо наоружао, извлачећи оружје из Војно-техничког завода у Крагујевцу. У почетку одред се састојао из од два батаљона, који су се налазили под истом командом. Први крагујевачки батаљон формиран је на територији среза гружанског, а имао је 60 бораца. Други Крагујевачки батаљон формиран је у селу Драчи и имао је око педесет бораца. Трећи крагујевачки батаљон формиран је нешто касније са 22 борца. У току августа 1941. године одред се повећао и имао око 200 бораца.
Одред је извршио низ успешних акција на прузи Београд-Крагујевац. Значајне акције представљају борбе у Барама и Љуљацима на месту званом Думача, где је вођена битка са колоном Немаца и са два немачка тенка. Затим напади на главну железничку станицу у Крагујевцу, борбе на друму Крагујевац-Горњи Милановац, где је одред зауставио Немце који су покушали да продру у Горњи Милановац.
Крагујевачки НОП одред држао је ослобођену скоро читаву територију гружанског среза.
У новембру 1941. године, за време Прве непријатељске офанзиве, под притиском јаких непријатељских снага, Крагујевачки одред се повлачи, са око 400 бораца, у Санџак. Од бораца Крагујевачког одреда формиран је Трећи (крагујевачки) батаљон Прве пролетерске ударне бригаде.

## Народни хероји Крагујевачког одреда
Неки од бораца Крагујевачког народноослободилачког партизанског одреда који су одликовани Орденом народног хероја:
- Светозар Драговић Тоза први политички комесар одреда
- Милоје Милојевић командир Треће чете
- Радисав Раја Недељковић командант одреда
- Воја Радић командир Прве чете
- Момчило Мома Станојловић командант Трећег батаљона
- Миодраг Урошевић Артем заменик командира чете